# Флаг Пушкиногорья
Флаг муниципального образования городское поселение «Пушкиногорье» Пушкиногорского района Псковской области Российской Федерации — опознавательно-правовой знак, служащий официальным символом.
Утверждён 12 августа 2010 года и внесён в Государственный геральдический регистр Российской Федерации с присвоением регистрационного номера 6362.

## Описание
Прямоугольное голубое полотнище с отношением ширины к длине 2:3, несущее вдоль верхнего края жёлтую полосу сложной формы (в виде двух округлых гор и церковным куполом между ними), и посередине лазурной части летящего белого крылатого коня.

## Символика
Разработан на основе герба.
Пушкиногорская земля известна и является частью истории и культуры нашей страны на протяжении нескольких столетий. Современный посёлок Пушкинские Горы, называвшийся ранее Святые горы вырос вокруг Святогорского монастыря, основанного в 1569 году по указу Ивана Грозного. Монастырь — крепость, защищавший подступы к городу Воронин уже в XVII веке считался одним из известнейших и богатейших русских обителей. Городище Воронич — рукотворное укрепление было создано на берегу реки Сороти в XIV веке на границе с Великим княжеством Литовским и Ливонией.
Расположенная неподалёку Савкина горка известна с начала XVI века, когда на ней был поставлен каменный крест в память павших русских воинов.
Три жёлтые горы на флаге отражают три исторические горы: Савкину горку, городище Воронич и Пушкинские горы (ранее имевшую названия Святых гор и Синичей). Форма центральной горы в виде купола подчёркивает высокое культурное и историческое значение Святогорского монастыря.
Предки Александра Сергеевича основались на этой земле в 1742 году — императрица Елизавета Петровна пожаловала Михайловскую губу Абраму Петровичу Ганнибалу. Со временем Михайловское стало родовым имением Ганнибалов-Пушкиных.
Время, проведённое Александром Сергеевичем Пушкиным в родовом гнезде, сильно сказалась на творчестве поэта, этому во многом способствовала пушкиногорская природа, возможность общения с людьми разных сословий, наблюдения за народным бытом. Не зря именно об этих местах поэт писал:
Приветствую тебя, пустынный уголок,

Приют спокойствия, трудов и вдохновения…
Проникнувшись любовью к этому краю, Александр Сергеевич завещал похоронить себя здесь же на родовом кладбище Ганнибалов-Пушкиных.
Крылатый конь символизирует творческое, поэтическое вдохновение, полёт и духовные искания. На флаге он символизирует связь городского поселения с жизнью великого поэта, чьё имя стало частью имени муниципального образования.
Жёлтый цвет (золото) символизирует богатство, стабильность, уважение и интеллект.
Белый цвет (серебро) символизирует чистоту, совершенство, мир и взаимопонимание.
Голубой цвет символизирует честь, благородство и возвышенные устремления.